# Cajamar
Cajamar este un oraș în São Paulo (SP), Brazilia.